# Sérignan-du-Comtat
Sérignan-du-Comtat is een gemeente in het Franse departement Vaucluse (regio Provence-Alpes-Côte d'Azur) en telt 2362 inwoners (2004). De plaats maakt sinds 1 januari 2017 deel uit van het arrondissement Carpentras.

## Geografie
De oppervlakte van Sérignan-du-Comtat bedraagt 19,9 km², de bevolkingsdichtheid is 118,7 inwoners per km².
De onderstaande kaart toont de ligging van Sérignan-du-Comtat met de belangrijkste infrastructuur en aangrenzende gemeenten.

## Demografie
Onderstaande figuur toont het verloop van het inwonertal (bron: INSEE-tellingen).